# トッカータ (シューマン)
トッカータ ハ長調 (Toccata C-Dur) 作品7は、ロベルト・シューマンが1833年に作曲したピアノ独奏のためのトッカータ。この頃のシューマンはピアニストを志向して演奏技術の向上を目指し、パガニーニのカプリスをピアノのために編曲した『パガニーニの奇想曲による練習曲』など技巧的な要素を取り入れた作品を生み出していた。そのような時期に書かれたこの曲も例外ではなく、きわめて高い演奏技術を要求し、華やかな外面的効果を狙った作品である。そのため今日でも人気が高く、演奏会などでしばしば取り上げられる。

## 作曲
1833年後半に現行の稿が完成した。それに先立ち1829年から1830年にかけて初稿が書かれており、『練習曲』（"Exercice"）と題された自筆譜はアルフレッド・コルトーの所蔵になったあと、モルガン・ライブラリーに収められている。ほかに『幻想的練習曲』("Exercice fantastique") や『二重音による幻想的練習曲』("Etude fantastique en double-sons") といった題名への言及もみられる。2009年に最終稿と合わせてヘンレ社から出版され、2011年に初録音がリリースされた。
最終稿は1834年春に出版され、前年末に知り合った親友のピアニスト・作曲家、ルートヴィヒ・シュンケに献呈された。シュンケからは返礼として『大ソナタ ト短調』作品3が献呈されているが、シュンケは同年に肺結核のため23歳で夭折した。優れたピアニストだったシュンケは頭の中で練習しただけでこの作品を弾きこなしたとシューマンは記している。
クララ・ヴィークが出版からまもない1834年9月9日にライプツィヒで取り上げており、このときには「このトッカータはあまりに難しく、この地ではおそらくシュンケとクララ・ヴィーク以外には弾きこなせない」と評された。

## 楽曲
曲はシューマンにとって初めてとなる完全なソナタ形式で書かれていて、跳躍する2小節の序奏に始まり、終始、重音で軽やかに鍵盤上を広く駆け回る。半音階的な第一主題と、内声にレガートな旋律が歌われる第二主題からなる。展開部にも新しい旋律が出現するなど聴衆を飽きさせず、その演奏効果は非常に高い。

冒頭

第二主題
初版譜にシューマンは「演奏者にありうべき最大限の自由を与えるため」と記して、ほとんど演奏指示を書き込んでいない。